# 林克己
林 克己（はやし かつみ、1913年3月30日 - 没年不詳）は、日本の翻訳家、医学博士。東京生まれ。東北大学医学部卒。

## 著書
- 『エルモノグラム : 新血液像』（佐藤彰共著、日本医書出版） 1948
- 『こどもの病気 : パパとママのための小児病学』（池田書店、イケダ3Lブックス） 1968

## 翻訳
- 『海に育つ : キャム・レントンの航海記録』（R・アームストロング 、M・レスツィンスキー絵、岩波書店、岩波少年文庫147） 1957
- 『呪われた村』（ジョン・ウインダム、早川書房、ハヤカワ・ファンタジイ） 1959、のち文庫
- 『神経線維』（レスター・デル・リイ、早川書房、ハヤカワ・ファンタジイ） 1959
- 『都市』（C.D.シマック、共訳、早川書房、ハヤカワ・ファンタジイ） 1960、のち文庫
- 『脳波』（ポール・アンダースン、早川書房、ハヤカワ・SF・シリーズ） 1962、のち文庫
- 『砂』（ウイリアム・メイン、マージェリー・ジル絵、岩波書店） 1968、のち岩波少年文庫
- 『それはヒポクラテスで始った : 呪術から電子医学まで』（リチャード・アーマー、早川書房、ハヤカワ・ライブラリ） 1968
- 『りんご園のある土地』（ウィリアム・メイン、マージェリー・ジル絵、岩波書店） 1969
- 『地に消える少年鼓手』（ウィリアム・メイン、デイヴィッド・ナイト絵、岩波書店、岩波少年少女の本12） 1970
- 『五人のカルテ : 病院の病跡』（マイクル・クライトン、早川書房、ハヤカワ・ノンフィクション） 1971、のち文庫
- 『心優しき殺人』（マイケル・パーマー、文藝春秋、文春文庫） 1983
- 『白昼夢』（マイケル・スチュアート、早川書房、Hayakawa novels） 1985
- 『モンキー・シャイン』（マイケル・スチュアート、早川書房、ハヤカワ文庫NV、モダンホラー・セレクション） 1989
- 『背徳の仮面』（ジョン・コーリー、早川書房、ハヤカワ文庫NV） 1991
- 『最終治療薬』（ジョン・パトリック・カヴァナー、早川書房、ハヤカワ文庫NV） 1992
- 『致死量』（マイケル・パーマー、 福武書店、Mystery paperbacks） 1994
- 『移植 : いま何が起きているか』（スコット・マッカートニー、三田出版会） 1995
- 『ボディ・バンク』（マイケル・パーマー、ベネッセコーポレーション、福武文庫） 1997

### 「シャーロック・ホウムズ」
- 『シャーロック・ホウムズの冒険』（コナン・ドイル、岩波書店、岩波少年文庫101） 1955
- 『シャーロック・ホウムズ帰る』（コナン・ドイル、岩淵慶造え、岩波書店、岩波少年文庫） 1976
- 『シャーロック・ホウムズの回想』（コナン・ドイル、岩淵慶造え、岩波書店、岩波少年文庫） 1976
- 『シャーロック・ホウムズ空き家の冒険』（コナン・ドイル、岩波書店、岩波少年文庫） 2000
- 『まだらのひも : シャーロック・ホウムズ』（コナン・ドイル、岩波書店、岩波少年文庫） 2000
- 『バスカーヴィル家の犬 : シャーロック・ホームズ』（コナン・ドイル、岩波書店、岩波少年文庫） 2000
- 『シャーロック・ホウムズ最後の事件』（コナン・ドイル、岩波書店、岩波少年文庫） 2000

### ロビン・クック
- 『コーマ : 昏睡』（ロビン・クック、早川書房 (Hayakawa novels)） 1978、のちハヤカワ文庫NV 1983
- 『スフィンクス』（ロビン・クック、早川書房） 1980 (Hayakawa novels) のち文庫
- 『ブレイン : 脳』（ロビン・クック、早川書房） 1981 (Hayakawa novels) のち文庫
- 『フィーバー : 発熱』（ロビン・クック、早川書房） 1982 (Hayakawa novels) のち文庫
- 『神を演ずる者』（ロビン・クック、早川書房、Hayakawa novels） 1984、のち改題『ゴッドプレイヤー : 神を演ずる者』（ハヤカワ文庫NV） 1993
- 『マインドベンド : 洗脳』（ロビン・クック、早川書房、ハヤカワ文庫NV） 1985
- 『アウトブレイク : 感染』（ロビン・クック、早川書房、ハヤカワ文庫NV） 1988
- 『モータル・フィア : 死の恐怖』（ロビン・クック、早川書房、ハヤカワ文庫NV） 1989
- 『ミューテイション : 突然変異』（ロビン・クック、早川書房、ハヤカワ文庫NV） 1990
- 『ハームフル・インテント : 医療裁判』（ロビン・クック、早川書房、ハヤカワ文庫NV） 1991
- 『ヴァイタル・サインズ : 妊娠徴候』（ロビン・クック、早川書房、ハヤカワ文庫NV） 1992
- 『ブラインドサイト : 盲点』（ロビン・クック、早川書房、ハヤカワ文庫NV） 1993
- 『ターミナル : 末期症状』（ロビン・クック、早川書房、ハヤカワ文庫NV） 1994
- 『フェイタル・キュア : 致死療法』（ロビン・クック、早川書房、ハヤカワ文庫NV） 1995
- 『インヴェイジョン : 侵略』（ロビン・クック、早川書房、ハヤカワ文庫NV） 1997
- 『コンテイジョン : 伝染』（ロビン・クック、早川書房、ハヤカワ文庫NV） 1997
- 『クロモソーム・シックス : 第六染色体』（ロビン・クック、早川書房、ハヤカワ文庫NV） 1998
- 『トキシン : 毒素』（ロビン・クック、早川書房、ハヤカワ文庫NV） 1999
- 『アクセプタブル・リスク : 許容量』（ロビン・クック、早川書房、ハヤカワ文庫NV） 1996
- 『ベクター : 媒介』（ロビン・クック、早川書房、ハヤカワ文庫NV） 2000
- 『アブダクション : 遭遇』（ロビン・クック、早川書房、ハヤカワ文庫NV） 2001
- 『ショック : 卵子提供』（ロビン・クック、早川書房、ハヤカワ文庫NV） 2002